# Festiwal Nauki Akademii WSB
Festiwal Nauki – coroczne wydarzenie organizowane przez Akademię WSB od 2004 roku w Dąbrowie Górniczej, ale też w wydziałach zamiejscowych w Żywcu, Cieszynie, Olkuszu i Krakowie. W 2019 i 2020 ze względu na pandemię COVID-19 festiwal organizowany był w formie online. W kolejnych latach organizowany w formie hybrydowej: online i onsite. Wcześniej pod nazwą Festiwal Nauki w Dąbrowie Górniczej. 
Celem festiwalu jest popularyzacja nauki i jej zastosowań w życiu codziennym, zainteresowanie młodych ludzi karierą naukową, przybliżenie społeczeństwu tematyki prowadzonych badań naukowych, zaznajomienie z osiągnięciami nauki oraz przedstawienie ich w możliwie zrozumiałej, atrakcyjnej formie, sprzyjającej rozbudzeniu ciekawości świata i jego poznania. 
Każda kolejna edycja jest obszerniejsza od poprzedniej: poszerza się liczba wykładów, warsztatów i pokazów a także zasięg geograficzny i liczba uczestników. W 14 edycji Festiwalu Nauki w 2018 roku uczestniczyło około 10 tysięcy osób, natomiast we wszystkich 18 edycjach liczba ta wyniosła 250 000 osób. W 2023 festiwal trwa 7 dni, podczas których organizowanych jest około 100 godzin spotkań, wykładów i warsztatów.   